# Kallenturm (Rheinbach)

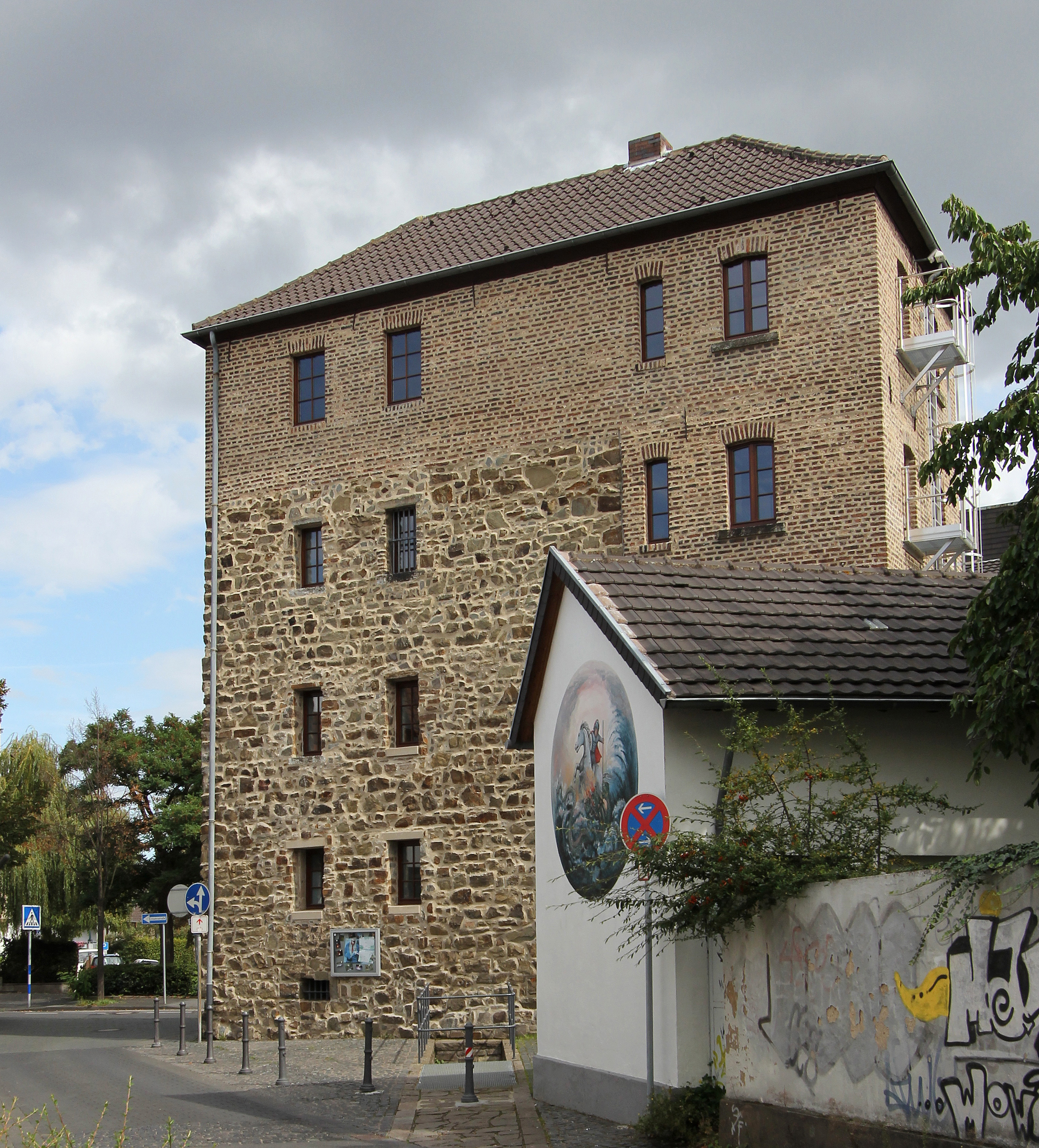
Der Kallenturm von der Westseite (ursprg. Stadtinnenseite)

Der Kallenturm in Rheinbach ist einer von den ehemals sieben Türmen der mittelalterlichen Stadtbefestigung. Er befindet sich heute im Stadtzentrum (Anschrift: Kallenturm 8) an der Ecke Löherstraße und Grabenstraße. Die 1820 niedergelegte Rheinbacher Stadtmauer verfügte neben dem rechteckigen Kallenturm über zwei runde Volltürme (beide ebenfalls erhalten: Hexenturm und Wasemer Turm) und vier zwischenzeitlich abgerissene halbrunde Türme.

## Geschichte
Der auf rechteckigem Grundriss ausgeführte Turm wurde vermutlich im ausgehenden 13. Jahrhundert errichtet. Aus der damaligen Stadtmauer herausragend, trägt er seit dem Jahr 1604 den Namen Kallenturm, vorher (jedenfalls seit 1501) wurde er als Pfaffenturm („Paffen thorn“) bezeichnet – vielleicht begründet durch die Lage am Fronhof der Abtei Prüm. Der Turm sicherte den Durchlass des Mühlenbaches durch die Stadtmauer, worauf der spätere Name hinweist: Kalle, ein Ausdruck für eine Gewässerrinne. Neben der Verteidigungsfunktion wurde der Kallenturm auch als Gefängnis und zu Wohnzwecken verwendet.
Ursprünglich verfügte der aus Bruchstein errichtete Turm über einem Keller mit einem hochliegenden Erdgeschoss, einem gedeckten Obergeschoss und einem ungedeckten und mit einer Brustwehr versehenen, weiteren Geschoss. Im Geschoss des ersten Stocks waren Schießscharten in Form von Schlüsselscharten (Anmutung umgekehrter Schlüssellöcher) eingemauert, der Zugang erfolgte über eine Außentreppe. Etwa zur Wende zum 17. Jahrhundert erfolgte ein Ausbau des obersten Geschosses und das Aufsetzen eines Walmdaches. Dieses Geschoss erhielt schlitzartige Schießscharten. Im Jahr 1852 wurde dann ein viertes (Ziegel-)Stockwerk aufgesetzt, außerdem wurde der Turm um einen ebenfalls aus Ziegeln gemauerten Anbau zu seinem heutigen Grundriss erweitert. Etwa ab der Zeit bis zum Ende des Zweiten Weltkriegs wurde der Turm als Polizeistation genutzt, wobei auch hier einige Räume des Turmes als Gefängniszellen verwendet wurden. Seit 1969 pachtet der Betreiberverein der Rheinbacher St. Georgspfadfinder (Georgsring e.V.) den Turm als Heimstätte der Organisation. In den Jahren 1970 und 2009/2010 wurden erhebliche Restaurierungsarbeiten an dem Gebäude durchgeführt.
Der Kallenturm steht unter Denkmalschutz.